# Julegave
Julegave (norrøn jólagjafir) er en gave som fås og gives i forbindelse med jul.
I Danmark lægges julegaverne under juletræet og uddeles juleaften. Nogle steder ankommer julemanden (en onkel eller far i forklædning) i rette tid til at uddele gaverne, andre steder bliver et familiemedlem (ofte den ældste eller den yngste eller begge to) udnævnt til jobbet. Også andre systemer findes, hvor uddelingen går på skift.
I ældre tid var gaverne julepynten, og før igen var der kun pengegaver – en del af tjenestefolkenes løn.
I nogle familier forsøges indført en ny tradition, hvor gaverne har et max-beløb, f.eks. 50 kr, eller måske ligefrem skal være hjemmelavede. På den måde tvinges gavegiverne til at være yderst fantasifulde, og det giver en del morskab at pakke ud. 
I engelsktalende lande uddeles julegaverne julemorgen i stedet.
Efter juledagene, hvor de fleste forretninger holder lukket, kan der forekomme en større gaveombytning.